# 클레인 변환
양자장론에서 클레인 변환(영어: Klein transformation)은 스핀-통계 정리를 수정하기 위한 장의 재정의이다.

## 보스-아인슈타인
φ와 χ가 다음과 같은 장이라고 가정하자. 즉, x와 y가 공간꼴로 분리된 점이고 i와 j가 스피너/텐서 지수를 나타낸다면,
{\displaystyle [\varphi _{i}(x),\varphi _{j}(y)]=[\chi _{i}(x),\chi _{j}(y)]=\{\varphi _{i}(x),\chi _{j}(y)\}=0.}
또한 χ가 Z2 패리티(공간 반사와는 관련 없음!)에 대해 불변이라고 가정하자. 이 패리티는 χ를 −χ로 매핑하지만 φ는 불변으로 남겨둔다. 자유장 이론은 항상 이 속성을 만족한다. 그러면 χ 입자 수의 Z2 패리티는 잘 정의되고 시간적으로 보존된다. 이 패리티를 Kχ 연산자로 나타내자. 이 연산자는 χ-짝수 상태를 자신으로 매핑하고 χ-홀수 상태를 그들의 음수로 매핑한다. 그러면 Kχ는 대합적이며, 헤르미트이며 유니터리이다.
위의 장 φ와 χ는 보손 또는 페르미온에 대한 적절한 통계 관계를 가지고 있지 않다. 이는 이들이 자신에 대해서는 보손적이지만 서로에 대해서는 페르미온적이라는 것을 의미한다. 이들의 통계적 속성은 자체적으로 볼 때 정확히 보스-아인슈타인 통계와 동일한 통계를 가진다. 그 이유는 다음과 같다.
두 개의 새로운 장 φ'와 χ'를 다음과 같이 정의하자.
{\displaystyle \varphi '=iK_{\chi }\varphi \,}
그리고
{\displaystyle \chi '=K_{\chi }\chi .\,}
이 재정의는 역변환 가능하다 (Kχ가 그렇기 때문에). 공간꼴 교환 관계는 다음과 같다.
{\displaystyle [\varphi '_{i}(x),\varphi '_{j}(y)]=[\chi '_{i}(x),\chi '_{j}(y)]=[\varphi '_{i}(x),\chi '_{j}(y)]=0.\,}

## 페르미-디랙
다음과 같은 예를 고려해 보자.
{\displaystyle \{\phi ^{i}(x),\phi ^{j}(y)\}=\{\chi ^{i}(x),\chi ^{j}(y)\}=[\phi ^{i}(x),\chi ^{j}(y)]=0}
(평소와 같이 공간꼴로 분리됨).
χ에만 작용하는 Z2 보존 패리티 연산자 Kχ가 있다고 가정하자.
{\displaystyle \phi '=iK_{\chi }\phi \,}
그리고
{\displaystyle \chi '=K_{\chi }\chi .\,}
그러면
{\displaystyle \{\phi '^{i}(x),\phi '^{j}(y)\}=\{\chi '^{i}(x),\chi '^{j}(y)\}=\{\phi '^{i}(x),\chi '^{j}(y)\}=0.}

## 같이 보기
- 요르단-슈윙거 변환
- 요르단-위그너 변환
- 보고류보프-발라틴 변환
- 홀슈타인-프리마코프 변환